# 斉藤絵里
斉藤 絵里（さいとう えり、本名：小池 絵里（こいけえり）、1963年11月13日 - ）は、日本の女優。東京都世田谷区出身。血液型はB型。
東映太秦映画村の「第一回ミス映画村」に選ばれ女優デビュー。以降は京都を拠点に活動中。母親は日劇ダンシングチームに在籍していた。

## 出演

### 映画
- コータローまかりとおる!（1984年、東映）[1]
- 夢千代日記（1985年、東映） - 小夢[1]
- 大奥十八景（1986年、東映） - お振の方
- 極道の妻たち（1986年、東映）
- 必殺4 恨みはらします（1987年、松竹） - お弓
- 華の乱 (1988年、東映)　- 深尾奈津子
- 必殺! 主水死す（1996年、松竹）

### テレビドラマ
- 大奥 第19話「姑は猫三匹」（1983年、KTV / 東映） - おくら
- 弐十手物語（1984年、CX）
- 必殺シリーズ（ABC / 松竹）
  - 必殺仕事人V 第23話「加代、五千両の金塊を拾う」（1985年7月5日） - のぶ
  - 必殺仕事人V・風雲竜虎編 第9話「八百人目の恋は悲恋!」（1987年5月22日） - お品
  - 必殺スペシャル・秋 仕事人vs仕事人 徳川内閣大ゆれ! 主水にマドンナ （1989年10月6日） - おふさ
  - 必殺仕事人・激突! 第10話「主水、出勤日数をごまかす」（1991年12月24日） - お千代
- 暴れん坊将軍シリーズ（ANB / 東映）
  - 暴れん坊将軍II
    - 第71話「疑惑を呼んだ小さな命!」（1984年） - おてる
    - 第108話「蛸さま命! の女剣士」（1985年） - お虎
    - 第125話「勅使下向、天下を賭けた江戸っ子神輿!」スペシャル（1985年） - お蝶
    - 第164話「秘境! 湯けむりに消えた女」（1986年） - お秋
    - 第187話「食通くらべ日本一!」（1987年） - お春

  - 暴れん坊将軍III
    - 第72話「おんなとおとこの夢芝居」（1989年）
- 京都サスペンス「彼岸花が死を招く」（1987年、KTV系 / 東映）
- 三匹が斬る! 第15話「信玄の、亡霊見たかおしゃれ鳥」（1988年、ANB / 東映） - お里
- 長七郎江戸日記 第2シリーズ 第16話「小鳥を愛した少年」（1988年、NTV系 / ユニオン映画） - 千勢
- 江戸中町奉行所 第1シリーズ 最終話「我楽多たちの最後の賭け!」（1990年、TX系 / 松竹）
- 鞍馬天狗（1990年 - 1991年、TX系 / 松竹） - 暗闇のお兼
- 裏刑事-URADEKA- 第11話「時効を許すな！悲しき殺し屋」（1992年、朝日放送）
- 付き馬屋おえん事件帳（TX系 / 松竹）
  - 第2シリーズ 第10話「火事場泥棒」（1993年）
  - 第3シリーズ（1995年） - おたね
- 12時間超ワイドドラマ 炎の奉行 大岡越前守（1997年1月2日、TX系） - 月光院
- 編笠十兵衛 第4話「大八車暴走す!」（1997年、TX系） - お弓
- 土曜ワイド劇場（テレビ朝日系）
  - 京都西陣殺人事件（1988年11月26日）
  - おばはん刑事!流石姫子2 「息子の婚約者に殺人容疑！？」（1999年5月8日）
  - 棟居刑事シリーズ5（2000年11月18日） - 鵜飼奈美恵
  - 雫井脩介サスペンス「火の粉〜ふりかかる恐怖忍びよる殺人鬼 犯罪史上初登場の知能犯！」（2005年2月19日） - 的場
- 水戸黄門 第27部 第14話「母と逢わせた観音様 -大館-」（1999年6月21日、TBS / C.A.L）

### その他
- エンドレスナイト（1984年、関西テレビ） エンドレスギャルズ第4期生（1986年1月-6月）
- ドリーム競馬（関西テレビ）アシスタント
- クイズ!脳ベルSHOW（第798回・2019年10月23日、第799回・2019年10月24日、第800回・2019年10月25日、BSフジ）水曜・木曜のチャンピオン、週間チャンピオン
- パチンコNOW初代司会MC